# Politica del Minnesota
Il Minnesota è conosciuto per la sua cittadinanza attiva politicamente, e il populismo è una forza di lunga data tra i partiti politici dello Stato. Il Minnesota ha un'affluenza alle urne elevata e costante; nelle elezioni presidenziali Usa 2008, il 78,2% degli abitanti del Minnesota ammessi al voto, ha votato - la percentuale più alta di qualsiasi altro Stato degli Stati Uniti - contro una media nazionale del 61,7%. Ciò è dovuto in parte alle sue leggi liberali sulla registrazione di voto.
I maggiori partiti politici sono il Partito Democratico-Laburista-Contadino Minnesota (DFL), il Partito Repubblicano del Minnesota, e il Partito Indipendente del Minnesota (IP). Il DFL è stato creato nel 1944 quando il Partito Democratico e il Partito Laburista-Contadino si unirono. Il partito è affiliato con il Partito Democratico nazionale. Il soprannome di "DFLers" è spesso usato in Minnesota dai membri e non membri del partito come alternativa a "Democratici". Il Partito Repubblicano è affiliato con il Partito Repubblicano nazionale. Il 26 gennaio 2008, l'IP ha votato per affiliarsi al nascente Partito Indipendente d'America.

## Progressi politici storici
Gli abitanti del Minnesota hanno votato per i candidati democratici alla presidenza dal 1976, più di qualsiasi altro Stato. Il Minnesota e il Distretto di Columbia sono stati gli unici stati in cui non ha vinto il presidente repubblicano Ronald Reagan nel 1984. Gli elettori del Minnesota, invece scelsero l'ex vice Presidente e senatore Walter Mondale, nativo proprio del Minnesota. Mondale o Hubert Humphrey furono considerati come possibili candidati democratici alla carica di presidente o vice presidente nelle elezioni del 1964, 1968, 1976, 1980 e nel 1984.
Nel 108º e 109º congresso, la delegazione del Congresso dal Minnesota è stata diviso con 4 democratici e 4 repubblicani del Congresso.
Nelle elezioni di metà mandato del 2006, i democratici sono stati eletti a tutte le cariche statali ad eccezione del governatore e vice governatore, infatti i repubblicani Tim Pawlenty e Carol Molnau hanno vinto la rielezione.

## Il terzo partito
Il Partito Farmer-Labor, costituito nel 1920, riuscì ad eleggere tre governatori, quattro senatori degli Stati Uniti, e otto membri della Camera dei rappresentanti degli Stati Uniti dal 1920 fino alla sua fusione con il Partito democratico nel 1944.
Il moderato Partito Riformista è stato in grado di far eleggere l'ex sindaco di Brooklyn Park e ex wrestler, Jesse Ventura per il governatorato nel 1998. Il Partito Indipendente ha anche ricevuto un sostegno sufficiente a ricevere lo status di grande partito, che attualmente detiene. Il Partito Verde ha eletto i membri del Consiglio in diverse città e in altri uffici locali a Duluth, Minneapolis e Winona, e ha avuto un forte appoggio per la legislatura dello stato nel corso degli ultimi due cicli elettorali. Nel 2000, il candidato del Partito verde Ralph Nader ha ricevuto poco più del 5% dei voti nelle elezioni presidenziali. Il Partito Verde mantiene lo status di partito minore e supera la soglia del 2%.

## Leggi e poteri
Come nel governo nazionale degli Stati Uniti, il potere in Minnesota è diviso in tre rami principali: esecutivo, legislativo e giudiziario.

### Esecutivo
L'esecutivo è guidato dal governatore. I mandati del governatore e del vicegovernatore durano quattro anni. Il governatore ha un gabinetto composto dai responsabili delle varie agenzie governative nello Stato, chiamato commissari. Gli altri uffici costituzionali sono il segretario di Stato, il procuratore generale e il revisore dei conti statali.

### Legislativo

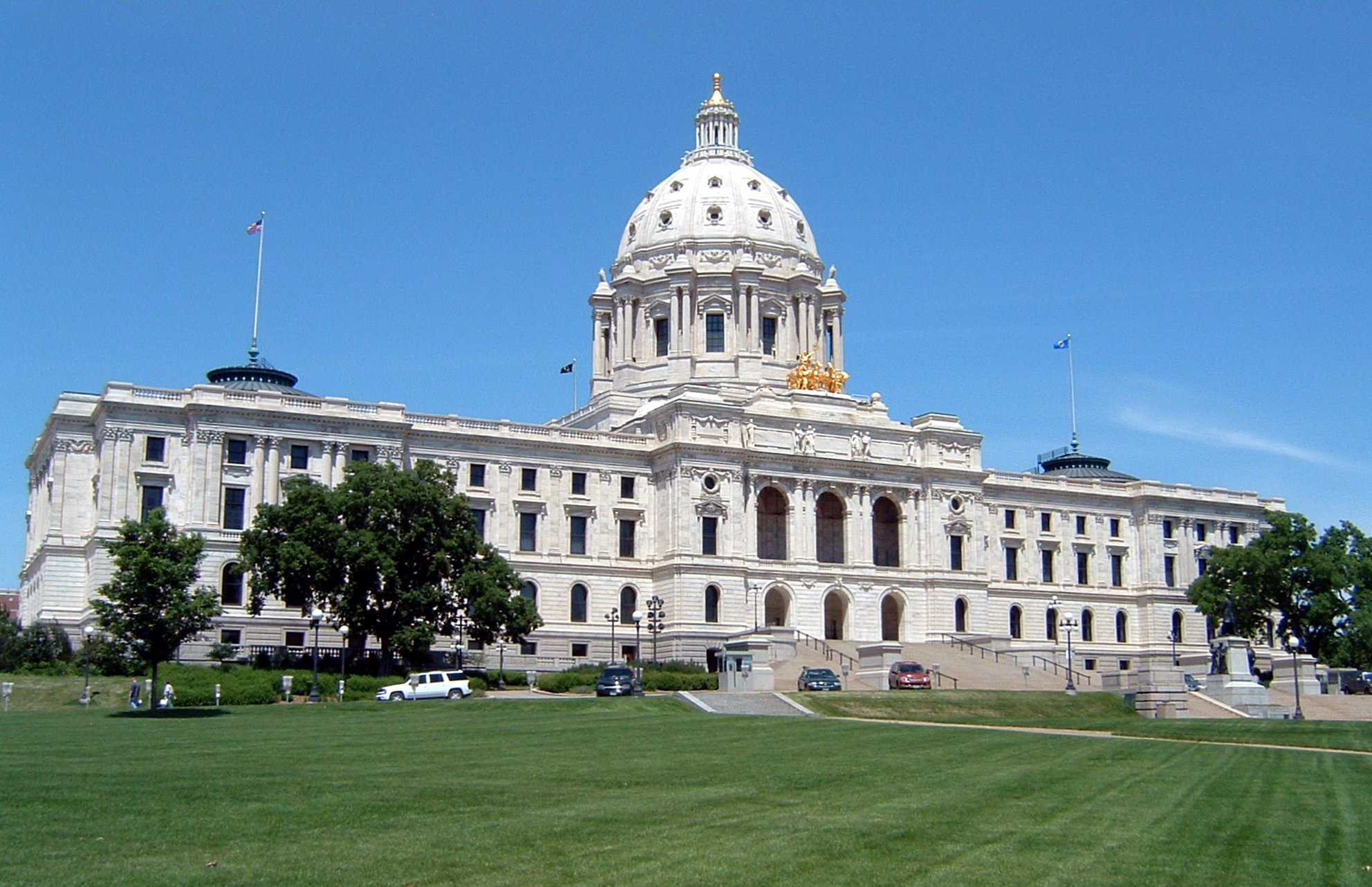
Il Campidoglio del Minnesota, sede delle camere dello Stato.

Il Potere legislativo in Minnesota è un organismo bicamerale composto dal Senato e la Camera dei rappresentanti. Lo stato ha 67 circoscrizioni, ciascuna che copre circa 73.500 persone. Ogni distretto ha un senatore e due rappresentanti (ciascun distretto è diviso in sezioni A e B). I senatori rimangono in carica quattro anni e i rappresentanti solo due.
La legislatura si riunisce in sessione ordinaria ogni anno dispari il primo martedì, dopo il primo lunedì del mese di gennaio. Negli anni pari, si riunisce in una data stabilita di comune accordo da entrambe le camere.

### Giudiziario
Il Sistema giudiziario del Minnesota ha tre livelli. La maggior parte dei casi vengono ascoltati nei tribunali distrettuali, che sono i tribunali di competenza generale. Ci sono 272 giudici del tribunale distrettuale in dieci circoscrizioni giudiziarie. Gli Appelli ai giudici e alcune decisioni governative sono sentiti dalla Corte d'Appello del Minnesota. I sette giudici della Corte suprema del Minnesota ascolta tutti i ricorsi dalla Corte fiscale, Corte dei Compensi dei Lavoratori e le condanne di omicidio di primo grado.